# مزرعة (كشر)

تعديل مصدري - تعديل

مزرعة هي إحدى قرى عزلة انهم الغرب بمديرية كشر التابعة لمحافظة حجة، بلغ تعداد سكانها 2928 نسمة حسب تعداد اليمن لعام 2004.

## المحلات التابعة للقرية
الشطين - الكاذية - الحدين - حصن الهواء - وكل - المقابل - 